# Massacro di Maguindanao
Il massacro di Maguindanao, noto anche come massacro di Ampatuan, è stato un eccidio perpetrato la mattina del 23 novembre 2009 nelle Filippine, nella municipalità di Ampatuan (provincia di Maguindanao).

## Descrizione
Cinquantotto persone furono sequestrate, e in seguito uccise, mentre erano in viaggio per consegnare il certificato di candidatura a vice sindaco di Butuan di Esmael Mangudadatu, che avrebbe dovuto sfidare alle imminenti elezioni regionali il sindaco in carica a Datu Unsay, Andal Ampatuan, Jr., figlio del governatore locale e membro di uno dei clan politici più potenti di Mindanao. Le votazioni regionali erano parte delle elezioni generali del 2010. Tra le vittime accertate vi furono la moglie e due sorelle di Mangudadatu, così come giornalisti, avvocati, aiutanti e civili. Molte delle persone uccise avevano assistito agli altri omicidi oppure furono scambiate per membri del gruppo del vice sindaco. I cadaveri furono successivamente sepolti in una fossa comune.
La famiglia Ampatuan fu sospettata di aver ordinato il massacro. Il Comitato per la Protezione dei Giornalisti (CPJ) definì il massacro di Maguindanao come l'evento che ha causato la più grande perdita di giornalisti nella storia filippina. Si stima che almeno 34 giornalisti abbiano perso la vita nel massacro. Prima dell'evento, il CJP aveva etichettato le Filippine come "il paese più pericoloso per i giornalisti dopo l'Iraq". L'uccisione di corrispondenti è infatti talmente diffusa nel paese che vari sono stati uccisi in diretta.
Il 25 gennaio 2015, cinque anni dopo l'avvenimento, si verificò un nuovo massacro a Maguindanao, la strage di Mamasapano, nella quale furono uccisi 44 membri delle forze speciali della Polizia Nazionale Filippina.
L'8 settembre 2010 è iniziato il processo alla famiglia di Andal Ampatuan  che per la sua lunghezza non ha portato a stabilire chiaramente le responsabilità